# Gangmaker (koek)
Een gangmaker is een rond luchtig cakeje, veelal bereid met roomboter, gevuld met vruchtenvulling. De bovenkant kan afgewerkt zijn met een chocoladelaag. 
Gangmakers worden in twee stappen bereid. In de eerste fase wordt de cake gevormd, in de tweede fase de topping. Het midden van het cakeje wordt later ingespoten. Veelal bestaat deze vulling uit een drupje frambozenjam.